# Общество Прадо

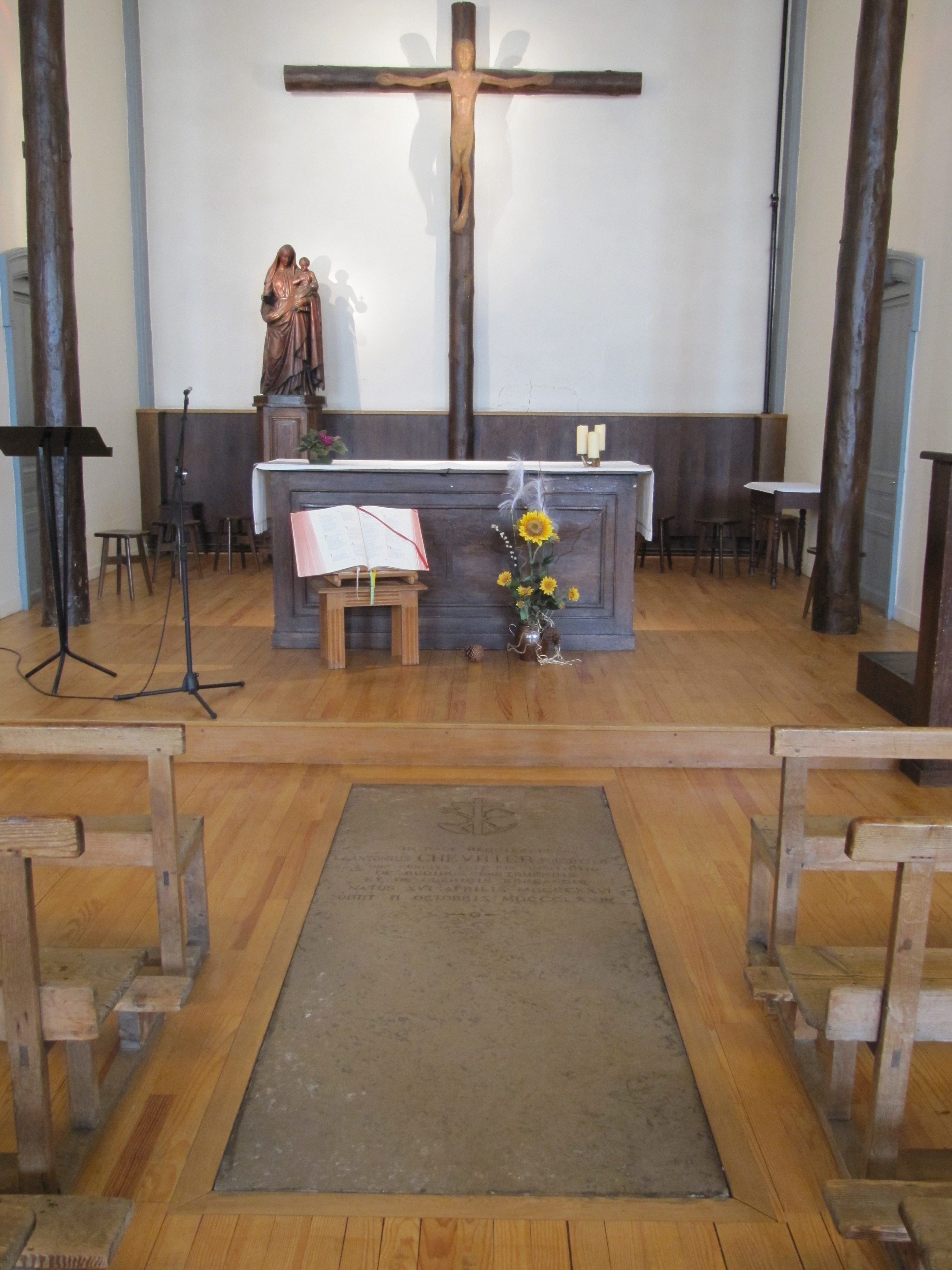
Католическая часовня «Прадо», Лион, Франция

«Общество Прадо» (фр. Société du Prado) — католическое движение, являющееся согласно Каноническому праву Римско-Католической Церкви светским институтом, объединяющим католических священников и мирян.

## История возникновения
«Общество Прадо» было основано блаженным Антуаном Шевриером 25 декабря 1856 года в Лионе, Франция. Своё название общество получило от бального зала, носившего название «Прадо», которое в 1860 году было приобретено блаженным Антуаном Шевриером и перестроено в католическую часовню. Первоначально Общество Прадо занималось катехизацией среди рабочих в лионском районе Ла Гийо. В 2006 году «Общество Прадо» распространило свою деятельность в сорока странах мира. В настоящее время центральный орган «Общества Прадо» располагается в Лионе, в комплексе, состоящем из мемориального дома-музея Антуана Шевриера и основанной им католической часовни Прадо.